# Kraj Noordelijke Kaukasus
De kraj Noordelijke Kaukasus (Russisch: Се́веро-Кавка́зский край)  was een kraj van de RSFSR. De kraj lag in de Noordelijke Kaukasus, en ontstond in 17 oktober 1924 uit de Zuidoostelijke Oblast.  
De kraj werd in 1937 hernoemd tot kraj Ordzjonikidze (naar Grigori Ordzjonikidze).  Op 12 januari 1943 werd ze opgedeeld in de kraj Stavropol en de kraj Krasnodar. 